# Contea di Yangcheng
La contea di Yangcheng (阳城县S, Yángchéng XiànP) è una contea della Cina, situata nella provincia dello Shanxi e amministrata dalla prefettura di Jincheng.